# Mark Boals
Mark Robert Boals, född 5 december 1958 i Youngstown, Ohio, är en amerikansk sångare främst känd för att ha arbetat med Yngwie Malmsteen.

## Diskografi (urval)

### Soloalbum
- 1998 – Ignition
- 2000 – Ring of Fire
- 2002 – Edge of the World

### Album med Yngwie Malmsteen
- 1986 – Trilogy
- 1991 – The Yngwie Malmsteen Collection
- 1996 – Inspiration
- 1999 – Alchemy
- 2000 – War to End All Wars
- 2000 – Anthology 1994-1999

### Album med Ring of Fire
- 2001 – The Oracle
- 2002 – Burning Live in Tokyo
- 2003 – Dreamtower
- 2004 – Lapse of Reality
- 2014 – Battle of Leningrad

### Album med andra artister
- 1992 – Paganini's Last Stand (med Maestro Alex Gregory)
- 1993 – Something Wicked Comes (med Billionaires Boys Club)
- 1996 – Thread (med Thread)
- 2001 – Hypnotica (med Empire)
- 2002 – Project Shangri-La (med Lana Lane)
- 2003 – Music Machine (med Erik Norlander)
- 2004 – Nowhere To Go (med Takayoshi Ohmura)
- 2005 – War (med Lars Eric Mattsson)
- 2007 – Indigo Dying (med Indigo Dying)
- 2007 – The Codex (med The Codex)
- 2008 – Collision Course... Paradox 2 (med Royal Hunt)
- 2008 – Under a Dark Sky (med Uli Jon Roth)
- 2009 – Ground Zero (med Vindictiv)
- 2009 – Ravenous (med Wolf)
- 2010 – X (med Royal Hunt)
- 2010 – Seven the Hardway (med Seven the Hardway)
- 2011 – Black as Death (med Iron Mask)
- 2010 – Good Sleepless Night (med Jayce Landberg)
- 2011 – Holy Force (med Holy Force)
- 2011 – Blood Of The Prophets (med Bogusław Balcerak's Crylord)
- 2011 – Rock (med Kuni)
- 2012 – Lyraka Volume 2 (med Lyraka)
- 2012 – Resurrection (med Joshua)
- 2013 – Fifth Son of Winterdoom (med Iron Mask)
- 2013 – Free Fall (med Magnus Karlsson)
- 2013 – Breaking Through the Mist (med Thunder Rising)
- 2013 – Legend of Valley Doom (med Marius Danielsen)
- 2015 – World Of Fear (med Vindictiv)
- 2016 – The Four Seasons (med Vivaldi Metal Project)
- 2018 – Voyage of the Rage (med Ark Storm)
- 2021 – Beyond The Veil (med Sammy Berell)

### Hyllningsalbum
- 1997 – Dragon Attack: A Tribute to Queen
- 2000 – We Will Rock You: A Tribute to Queen
- 2001 – Warmth In The Wilderness: A Tribute To Jason Becker
- 2007 – 24/7/365: A Tribute To Led Zeppelin